# Olusegun Obasanjo

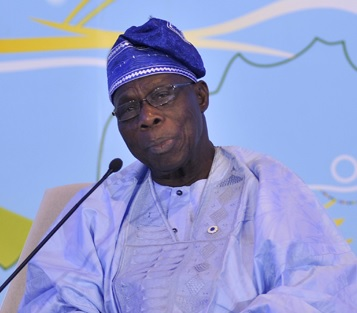
Obasanjo, 2014

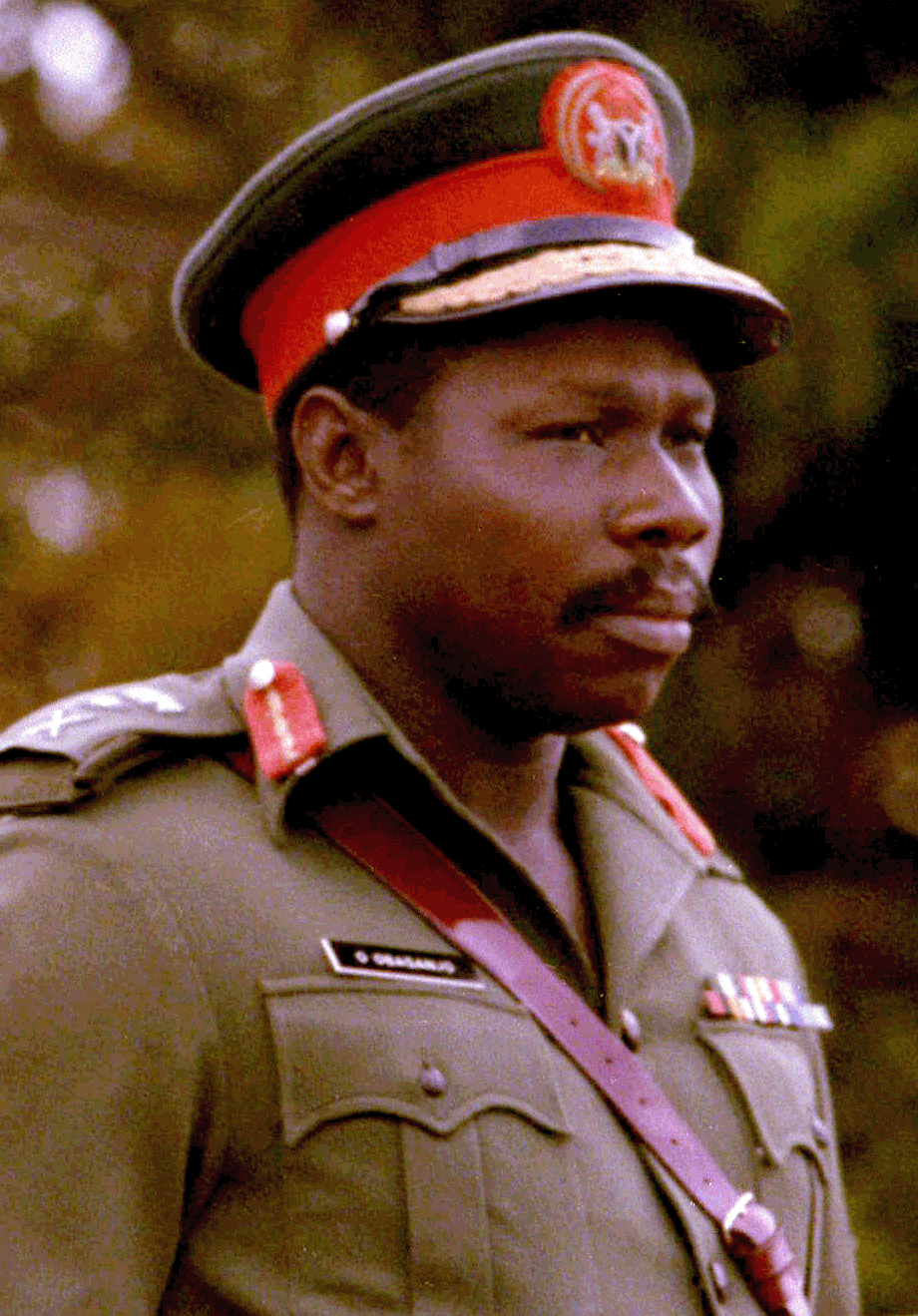
Obasanjo, 1978

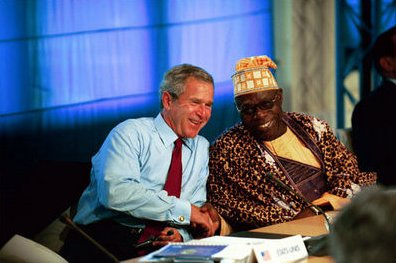
Obasanjo mit US-Präsident George W. Bush in Frankreich am 1. Juni 2003

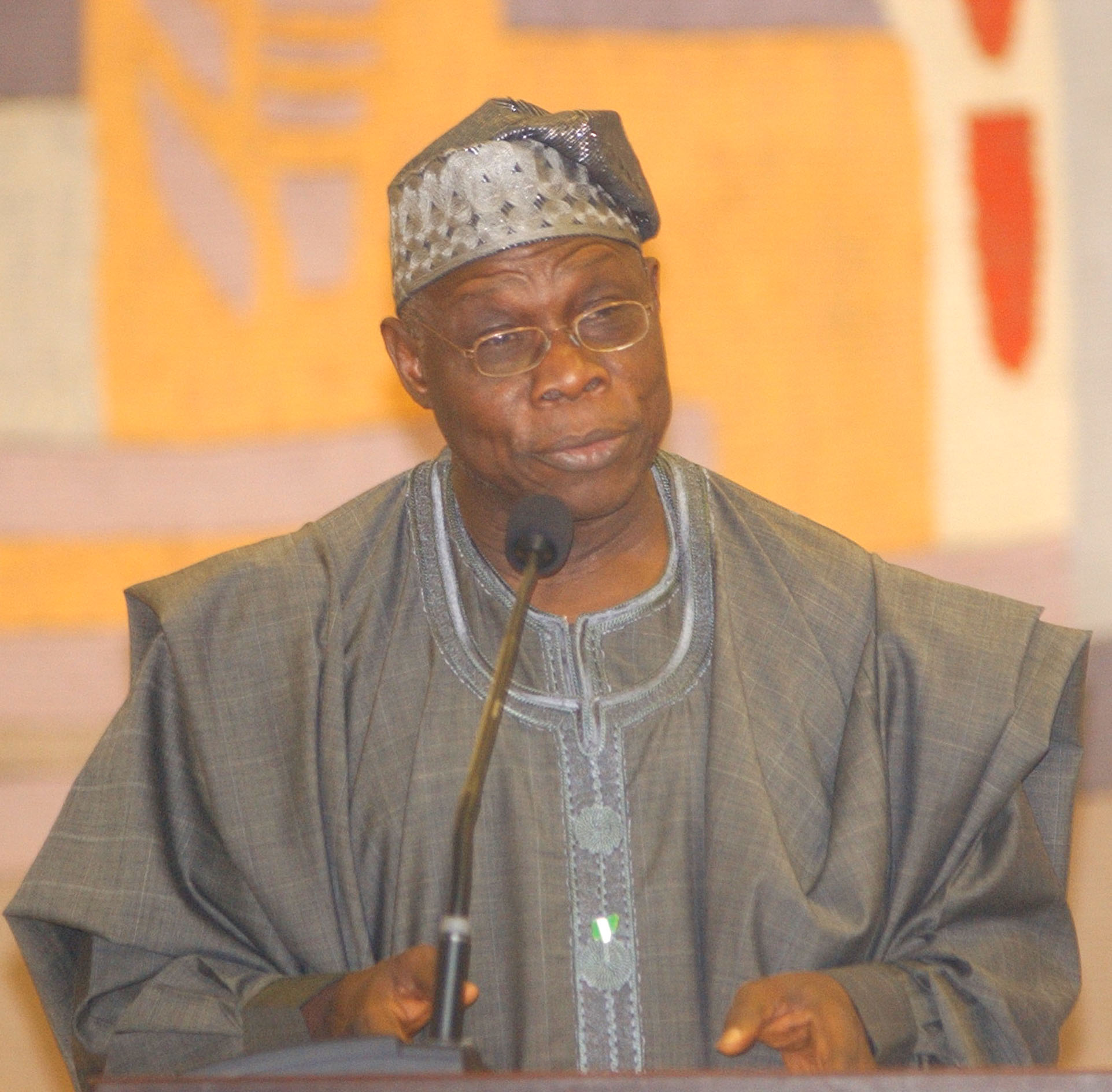
Obasanjo, Brasília, September 2005

Olusegun Obasanjo (Yoruba Oluṣẹgun Mathew Okikiọla Arẹmu Ọbasanjọ, * 5. März 1937 in Abeokuta, Nigeria) war von 1976 bis 1979 und von 1999 bis 2007 Staatspräsident von Nigeria.

## Leben
Obasanjo gehört dem Volk der Yoruba an, ist baptistischer Christ und trat 1958 in die nigerianische Armee ein, wo er rasch als Offizier Karriere machte. 1967–1970 nahm er am Biafra-Krieg teil. Nach dem Militärputsch von Murtala Mohammed 1975 war er als Vizepräsident stellvertretender Regierungschef. Nach der Ermordung Mohammeds wurde er 1976 Staatspräsident und bereitete die Gründung der II. Republik vor. Am 1. Oktober 1979 übergab er die Macht an den gewählten Präsidenten Shehu Shagari.
Von 1980 bis Mitte der 1990er Jahre hatte Obasanjo zahlreiche internationale Funktionen, u. a. war er Präsident des Advisory Board von Transparency International (TI) und Kandidat für das Amt des UN-Generalsekretärs. 1995 bis 1998 war er politischer Häftling des Militärdiktators Sani Abacha. Als Präsidentschaftskandidat der People’s Democratic Party gewann er die Wahlen zur IV. Republik und wurde 1999 erneut Staatspräsident. Seine Wiederwahl fand bei den umstrittenen Wahlen von 2003 statt, die er mit 61,94 % der Stimmen gewann. Sein stärkster Rivale war der ehemalige Militärdiktator Muhammadu Buhari.
Obasanjo ist Mitbegründer von Transparency International und an der Organisation Extractive Industries Transparency Initiative beteiligt, welche Zahlungen an Regierungen für Rohstoffe offenzulegen versucht; unter seiner Präsidentschaft hatte Nuhu Ribadu die Leitung der nigerianischen Antikorruptionsbehörde inne. Im Jahr 2003 startete Obasanjo eine Antikorruptionskampagne in Zusammenarbeit mit Transparency International. Nigeria, Afrikas größter Ölexporteur, soll seinen drittletzten Platz in der Korruptionsliste der Welt mit Hilfe der Organisation, der er lange Zeit vorgestanden hat, verlassen. Am 7. November 2003 stellte er seinen Plan in Berlin, dem Sitz von TI, unter der Bezeichnung „Corruption: Nigeria’s greatest challenge“ gemeinsam mit dem Gründer von TI, Peter Eigen, vor. Im Juli 2004 wurde er für ein Jahr zum Präsidenten der Afrikanischen Union gewählt.
Im Jahr 2005 starb seine Ehefrau Stella bei einer Schönheitsoperation. Bei den Wahlen im April 2007 trat Obasanjo nicht mehr an. Er unterstützte jedoch den muslimischen Kandidaten Umaru Yar’Adua.
Im August 2021 ernannte die Afrikanische Union Olusegun Obasanjo zum Hohen Vertreter für den Frieden am Horn von Afrika.

## Ehrungen
- Order of the Star of Ghana
- Indira-Gandhi-Preis für Frieden, Abrüstung und Entwicklung 1995 (Ende 1996 in Indien an seine Ehefrau überreicht)
- Menschenrechtspreis der Friedrich-Ebert-Stiftung (am 6. Mai 1996 in Bonn an seine Ehefrau überreicht)
- Erwähnt in Liedern und Alben des nigerianischen Hip-Hop All Stars No. 1, Eedris Abdulkareem, die landesweite Korruption anprangern, z. B. Letter to Mr. President (2005)
- Großkreuz mit Collane des Verdienstordens der Republik Ungarn (2001)